# 원주 원씨
원주 원씨(原州元氏)는 강원특별자치도 원주시를 본관으로 하는 한국의 성씨이다.

## 역사
원주 원씨(原州 元氏)의 시조는 당 태종이 고구려에 파견한 8학사(學士) 중 한명인 원경(元鏡)이다. 원경은 중국 원성(原城) 사람으로 원훤(元咺)의 41세손이며,  처음 이름은 원경(元慶)이었다. 『원주원씨원사(原州元氏源史)』에 따르면, 원경은 당에서 금자광록대부(金紫光錄大夫) 평장사(平章事)를 지냈으며, 고구려에 와서 두 나라의 국교회복과 보장왕(寶藏王)의 책봉에 힘썼으므로 보장왕이 그를 좌명공신(佐命功臣)에 책봉하였다고 한다.
운곡공계(耘谷公系 : 원경), 원성백계(原城伯系 : 원극유), 시중공계(侍中公系 : 원익겸) 세 계통으로 계대하고 있다.
원성백파(原城伯派)의 파조 원극유(元克猷)는 고려를 개국할 때 공을 세워 통합 삼한벽상(統合三韓壁上) 개국익찬일등공신(開國翊贊一等功臣)으로 정의대부 병부령을 지냈으며 원성백(原城伯)에 봉해졌다.
시중공파(侍中公派)의 파조 원익겸(元益謙)는 고려 신종 때 문과에 급제하여 우시랑(宇侍郞)을 역임하였다.

## 본관
원주(原州)는 강원특별자치도에 위치한 지명으로 본래 고구려의 평원군(平原郡)인데 신라시대에 북원소경(北原小京), 940년(고려 태조 23)에 원주로 고쳤다. 그 후 일신현, 정원도호부, 익흥도호부 등을 거쳐 1896년 강원도 원주군이 되었다.

## 분파
원주 원씨는 운곡계(耘谷系), 원성백계(原城伯系), 시중공계(侍中公系), 충숙공계(忠肅公系)의 네 파로 나뉘어 있다. 각 계통의 의견이 달라 합보간행은 못하고 있지만 원경을 시조로 하는 단일본임은 일치를 보았다.
- 운곡파(耘谷派) 시조 원경(元鏡)은 당 태종이 파견한 8학사(學士)의 일원으로 고구려에 동래하여 보장왕 책봉에 공을 세웠다.
- 원성백파(原城伯派) 파조 원극유(元克猷)는 고려를 개국할 때 공을 세워 통합 삼한벽상(統合三韓壁上) 개국익찬일등공신(開國翊贊一等功臣)으로 정의대부 병부령을 지냈으며 원성백(原城伯)에 봉해졌다. 10세손 원부(元傅)가 충렬왕 때 첨의중찬(僉議中贊)에 올랐다.[1]
  - 상호군을 지낸 원충갑(元沖甲)을 파조로 하는 충숙공계(忠肅公系)는 원극유(元克猷)의 11세손이다.
- 시중공파(侍中公派) 파조 원익겸(元益謙)은 고려 신종 때 문과에 급제하여 우시랑(宇侍郞)을 역임하였다. 조선 현종 때 좌의정에 오른 원두표는 원익겸의 후손이다.

## 인물
- 원부(元傅, 1220년 ∼ 1287년): 원극유(元克猷)의 10세손. 고려 충렬왕 때 첨의중찬(僉議中贊)에 올랐다.
- 원선지(元善之, 1281년 ∼ 1330년): 원부의 손자. 충숙왕 때 판선공시사(判繕工寺事)를 거쳐 대사헌(大司憲)·판전의시사(判典儀寺事)가 되었다. 충선왕이 토번(吐蕃)으로 유배되고 충숙왕은 원나라에 억류되자 고려인들 가운데 패를 갈라 유언비어를 유포하는 자들이 많았으나 원선지가 정도를 굳게 지키니 선비들이 다들 그를 칭송했다. 거듭 승진해 동지밀직사사(同知密直司事)가 되었으나 곧이어 파직되어 검교첨의평리(檢校僉議評理)로 생을 마쳤다.
- 원충(元忠, 1290년 ∼ 1337년): 원부의 손자. 여덟 살에 음보(蔭補)로 벼슬에 올라 동면도감판관(東面都監判官)이 되었고, 충숙왕이 원나라에 억류되자 대신들이 모두 변절했으나 원충만은 시종 변함없이 절개를 지켰다. 충숙왕이 복위해 귀국한 후 찬성사(贊成事)로 승진되었고 추성좌리공신(推誠佐理功臣)의 칭호를 받았다.
- 원송수(元松壽, 1324년 ∼ 1366년): 원선지의 아들. 고려 공민왕 때 첨서추밀원사(簽書樞密院事)를 거쳐 충근찬화공신(忠勤贊化功臣)이 되었고, 정당문학(政堂文學)에 올랐다. 시호는 문정(文定).
- 원상(元庠) : 원송수의 아들. 1389년(공양왕 1) 군기시소윤(軍器寺少尹)을 지내고, 장단의 대덕산(大德山)에 은거하였다. 조선 개국 뒤 다시 등용되어 1413년(태종 13) 의정부 검교참찬사(檢校參贊事)를 지내고, 1435년(세종 17) 중추원판사가 되었다. 시호 희정(僖靖).
- 원창명(元昌命): 원상의 아들. 조선 세종 때 우군첨총제, 예조참의, 지돈녕부사를 지냈다.
- 원천석(元天錫): 고려말 초야에 은거하여 절의를 지켰으며, 고려의 대문장가로 학문과 문장이 당세에 유명하여 이방원(조선 태종)을 가르친 스승이었으나 고려의 충신이었다.
- 원보륜(元甫崙): 원천석의 증손. 1462년(세조 8) 문과에 급제하고, 1486년(성종 17) 통훈대부(通訓大夫) 행 사헌부지평(行司憲府持平)에 이어 홍문관교리를 역임했다.
- 원호(元昊): 생육신. 1423년(세종 5) 문과에 급제하여 문종 때 집현전직제학에 이르렀다. 수양대군이 정권을 잡자 원주로 돌아가 은거하였다. 1699년(숙종 25) 원주에 정려가 세워지고, 1782년(정조 6) 이조판서에 추증되었다. 시호는 정간(貞簡).
- 원균(元均): 원성백계. 임진왜란 때 삼도수군통제사가 되어 칠천도(漆川島)해전에서 전사했다. 이순신, 권율과 더불어 임진왜란 선무공신 1등에 책봉.
- 원호(元豪): 시중공계. 임진왜란 때 전라우도수군절도사를 역임하고, 강원도조방장(江原道助防將)으로서 왜군을 격퇴한 공으로 경기·강원 방어사 겸 여주목사로 임명되었다. 좌의정에 추증되었다. 시호는 충장(忠壯).
- 원두표(元斗杓, 1593년 ~ 1664년): 원호의 손자. 인조반정 때 세운 공으로 정사공신(靖社功臣) 2등에 책록되고 원평부원군(原平府院君)에 봉하여졌으며, 1656년 우의정을 거쳐 1662년 좌의정에 올랐다. 시호는 충익(忠翼). 조선 영조의 계비인 정순왕후 김씨의 모친과 조선 순조의 생모인 수빈 박씨의 모친이 원두표의 후손이다.
- 원만리(元萬里): 원두표의 아들. 현종 때 문과에 급제하여 병조참판과 동부승지를 지냈다.
- 원경하(元景夏): 원만리의 증손. 1736년(영조 12) 정시 문과에 장원급제하고 판돈녕부사로 치사하였으며, 영의정에 추증되었다. 시호는 충문(忠文).
- 원인손(元仁孫): 원경하의 아들. 1753년 문과에 급제하고 1772년(영조 48년) 우의정에 이르렀다. 시호는 문민(文敏).
- 원계손(元繼孫): 시중공계. 조선시대 시(詩), 서(書)에 뛰어나 이언진의 시, 임비남의 그림과 함께 삼절(三絶)로 일컬어졌다.
- 원세훈(元世勳): 초대 행정안전부 장관, 제30대 국가정보원장
- 원혜영(元惠榮): 제14·17·18·19·20대 국회의원
- 원인철(元仁哲): 제37대 공군참모총장, 제42대 합동참모의장.
- 원희룡(元喜龍): 제16·17·18대 국회의원. 제7대 국토교통부 장관.
- 원익환(元翊煥): 교육자, 대학교수, 저술가

## 과거 급제자
원주 원씨는 조선시대 문과 급제자 60명, 무과 급제자 136명을 배출하였다.
고려 문과
원관(元瓘) 원도(元燾) 원부(元傅) 원서(元序) 원송수(元松壽)
원징연(元徵衍) 원항(元沆)
고려 사마
원천석(元天錫)
문과
원격(元格) 원경렴(元景濂) 원경순(元景淳) 원경하(元景夏) 원계검(元繼儉)
원계영(元啓英) 원계채(元繼蔡) 원궤(元簋) 원급(元汲) 원내인(元乃仁)
원려(元膂) 원만리(元萬里) 원만석(元萬石) 원맹강(元孟康) 원보륜(元甫崙)
원사안(元士安) 원사용(元士容) 원사종(元士宗) 원상요(元相堯) 원섭(元涉)
원성유(元聖兪) 원소(元素) 원수량(元修良) 원수장(元壽長) 원수장(元壽長)
원숙(元肅) 원숙강(元叔康) 원시인(元始寅) 원식(元植) 원양보(元良甫)
원영(元穎) 원용석(元用奭) 원욱(元彧) 원유붕(元有朋) 원의손(元義孫)
원인손(元仁孫) 원자돈(元自敦) 원자직(元自直) 원재명(元在明) 원적(元樀)
원종(元悰) 원즙(元檝) 원진명(元振溟) 원진택(元振澤) 원진하(元振河)
원집(元集) 원철(元㯙) 원치도(元致道) 원탁(元鐸) 원탈(元梲)
원팽수(元彭壽) 원해익(元海益) 원해일(元海一) 원호(元昊) 원호변(元虎變)
원호지(元虎智) 원혼(元混) 원황(元晃) 원효렴(元孝廉) 원효연(元孝然)
무과
원경(元) 원경립(元景立) 원경엽(元景燁) 원경점(元景漸) 원경화(元景華)
원계일(元戒逸) 원계진(元綮鎭) 원관(元瓘) 원광하(元光夏) 원구(元榘)
원균(元均) 원근(元瑾) 원기(元夔) 원기(元機) 원기(元玘)
원길태(元吉泰) 원내현(元乃賢) 원늣보(元㗡福) 원대익(元大益) 원대현(元戴賢)
원대효(元大孝) 원덕구(元德龜) 원덕남(元德男) 원덕룡(元德龍) 원덕수(元德秀)
원도상(元道常) 원도인(元道仁) 원도형(元道亨) 원두망(元斗望) 원득지(元得智)
원룡(元龍) 원막보(元莫卜) 원만수(元萬壽) 원만추(元萬樞) 원만춘(元萬春)
원만택(元萬澤) 원명(元命) 원몽현(元夢賢) 원방수(元方壽) 원백규(元百揆)
원복성(元福成) 원빈(元賓) 원사근(元思謹) 원사립(元士立) 원사응(元四應)
원상겸(元尙謙) 원상구(元尙龜) 원상정(元尙炡) 원색(元穡) 원석(元碩)
원석돌(元石乭) 원선길(元先吉) 원선쇠(元善金) 원선의(元善義) 원선익(元善益)
원성렴(元聖濂) 원세영(元世煐) 원세욱(元世煜) 원세적(元世績) 원세즙(元世楫)
원세혁(元世赫) 원세현(元世顯) 원세훈(元世勳) 원쇠(元金伊) 원순익(元舜翊)
원순좌(元舜佐) 원승철(元承喆) 원시흥(元時興) 원식(元軾) 원신(元愼)
원신희(元信希) 원실(元實) 원애성(元愛成) 원양(元亮) 원양산(元讓山)
원여림(元汝霖) 원엽(元𤐌) 원영기(元永麒) 원영린(元永麟) 원영상(元永象)
원영설(元永卨) 원영회(元永檜) 원영후(元永厚) 원옥만(元玉萬) 원용전(元容銓)
원우진(元宇鎭) 원유(元楡) 원유남(元裕男) 원유철(元惟喆) 원은철(元銀哲)
원응남(元應男) 원응두(元應斗) 원응련(元應連) 원응립(元應立) 원이견(元利見)
원이철(元利哲) 원인각(元仁恪) 원인길(元仁吉) 원인남(元仁男) 원인섭(元仁燮)
원일회(元一會) 원재성(元在誠) 원재창(元再昌) 원정만(元貞萬) 원정일(元貞一)
원종덕(元宗德) 원준겸(元俊兼) 원준량(元俊良) 원중채(元重采) 원중성(元重聖)
원중향(元仲享) 원중환(元仲還) 원중회(元重會) 원즙(元濈) 원진성(元振成)
원진장(元振章) 원진재(元振才) 원진태(元辰泰) 원집(元𠍱) 원징(元澂)
원찬(元粲) 원찬복(元粲福) 원철(元澈) 원충서(元忠恕) 원치성(元致成)
원태초(元太初) 원태형(元泰亨) 원팔기(元八起) 원필규(元弼揆) 원현남(元玄男)
원호(元豪) 원호립(元豪立) 원회립(元會立) 원회진(元晦鎭) 원희(元熹)
원희도(元希道)
생원시
원경(元絅) 원경순(元景諄) 원경우(元慶祐) 원경익(元景翼) 원경후(元景厚)
원경희(元景禧) 원계영(元啓英) 원계채(元繼蔡) 원계하(元啓夏) 원계화(元啓華)
원공보(元公輔) 원구(元絿) 원국량(元國良) 원급(元汲) 원대균(元大均)
원덕형(元德亨) 원도순(元道純) 원동규(元東圭) 원만리(元萬里) 원몽정(元夢晶)
원사안(元士安) 원사열(元士悅) 원사현(元士顯) 원서룡(元瑞龍) 원석신(元錫辰)
원석준(元錫駿) 원선(元璿) 원선장(元善長) 원선집(元善集) 원세정(元世貞)
원세준(元世俊) 원세준(元世準) 원세철(元世哲) 원수장(元壽長) 원숙성(元叔性)
원시태(元時泰) 원약(元瀹) 원여웅(元汝雄) 원역(元㴒) 원영(元穎)
원영규(元泳圭) 원영세(元永世) 원영정(元永鼎) 원용덕(元容德) 원용락(元用洛)
원욱(元㮋) 원욱(元彧) 원유오(元有五) 원윤(元綸) 원윤손(元允孫)
원의손(元義孫) 원이길(元履吉) 원익(元釴) 원익상(元翊相) 원익손(元翼孫)
원인덕(元仁德) 원자겸(元自謙) 원제민(元濟民) 원종길(元宗吉) 원중거(元重擧)
원진강(元震剛) 원진규(元晉揆) 원진명(元振溟) 원진택(元振澤) 원찬(元纘)
원척(元惕) 원천익(元天翼) 원철(元澈) 원축(元軸) 원탁(元鐸)
원태건(元泰健) 원택교(元宅敎) 원택춘(元澤春) 원팽수(元彭壽) 원필주(元弼周)
원해갑(元海甲) 원해굉(元海宏) 원현하(元顯夏) 원호변(元虎變) 원호빈(元虎彬)
원호선(元好善) 원호지(元虎智) 원혼(元混) 원후삼(元後參) 원휘도(元徽道)
원희윤(元希尹)
진사시
원개(元凱) 원격(元格) 원경하(元景夏) 원계검(元繼儉) 원계손(元繼孫)
원계채(元繼蔡) 원교상(元敎常) 원궤(元簋) 원규(元規) 원근(元近)
원난수(元蘭秀) 원담(元墰) 원몽량(元夢良) 원몽욱(元夢旭) 원박(元博)
원백손(元百孫) 원병로(元秉魯) 원빈(元賓) 원사순(元士順) 원사종(元士宗)
원석구(元錫龜) 원석규(元錫圭) 원석범(元錫範) 원석춘(元錫春) 원석현(元錫玄)
원석형(元錫亨) 원선장(元善長) 원섭(元涉) 원성유(元聖兪) 원세기(元世淇)
원세순(元世洵) 원세탁(元世鐸) 원세태(元世泰) 원숙교(元淑敎) 원순보(元純輔)
원숭진(元嵩鎭) 원심(元諶) 원여(元膂) 원연(元埏) 원용대(元容大)
원용승(元容升) 원용제(元用濟) 원우순(元佑舜) 원욱(元彧) 원유증(元有曾)
원윤종(元胤宗) 원응(元膺) 원익(元翊) 원익(元翊) 원익상(元翊常)
원익상(元翊常) 원인석(元寅錫) 원인성(元仁聲) 원인손(元仁孫) 원인준(元仁駿)
원인척(元仁倜) 원일민(元逸民) 원자겸(元自謙) 원장길(元長吉) 원재경(元在敬)
원재명(元在明) 원재승(元在承) 원종(元悰) 원종(元琮) 원종수(元宗壽)
원준손(元俊孫) 원준화(元準和) 원진규(元晉揆) 원진하(元振河) 원진해(元振海)
원집(元集) 원차산(元次山) 원춘식(元春植) 원치도(元致道) 원태규(元泰揆)
원필상(元弼常) 원한경(元漢卿) 원해익(元海益) 원해일(元海一) 원행(元行)
원행민(元行敏) 원호지(元虎智) 원홍의(元弘義) 원후삼(元後參) 원흥의(元興義)
원희곤(元羲坤)
음관
원간(元柬) 원간(元柬) 원경(元) 원계(元棨) 원계(元棨)
원구(元榘) 원도상(元度常) 원도상(元度常) 원명의(元明義) 원석범(元錫範)
원석범(元錫範) 원석주(元錫周) 원석주(元錫周) 원석현(元錫玄) 원석형(元錫亨)
원세순(元世洵) 원세욱(元世煜) 원세정(元世𤋺) 원세창(元世昌) 원세철(元世澈)
원세현(元世顯) 원세환(元世煥) 원세환(元世煥) 원세훈(元世勳) 원세희(元世熺)
원세희(元世禧) 원식(元植) 원영도(元永道) 원영린(元永麟) 원영정(元永貞)
원영후(元永厚) 원용전(元容銓) 원용희(元用熙) 원용희(元用熙) 원우상(元禹常)
원우상(元禹常) 원유상(元常) 원유오(元有五) 원유오(元有五) 원익상(元益常)
원재정(元在貞) 원재정(元在貞) 원준(元浚) 원준상(元俊常) 원준상(元俊常)
원집(元𠍱) 원집(元集) 원책(元策) 원책(元策) 원철(元{徹/木})
원철상(元喆常) 원필상(元弼常) 원후풍(元厚豊) 원후풍(元厚豊)

## 집성촌
- 강원특별자치도 원주시 지정면 신평리
- 강원특별자치도 원주시 문막읍 취병리
- 강원도 횡성군 횡성면 남산리
- 경기도 여주시 북내면 장암리
- 경기도 여주시 북내면 신접리
- 경기도 평택시 도일동
- 전북특별자치도 진안군 상전면 월포리
- 평안북도 귀성군 노동면 중방동
- 평안남도 성천군 삼덕면 장상리
- 평안남도 성천군 쌍룡면 용문리
- 경기도 고양시 덕양구 용두동
- 경기도 고양시 덕양구 도내동
- 충청북도 제천시 봉양읍 팔송리
- 충청남도 공주시 정안면 보물리

## 항렬자
- 운곡파(耘谷派) (시조로 1세)

| 35세   | 36세   | 37세     | 38세     | 39세          | 40세              | 41세              | 42세          | 43세          | 44세              | 45세          | 46세              | 47세          | 48세              | 49세          | 50세              | 51세          | 52세              | 53세          | 54세              | 55세          | 56세              |
| ------ | ------ | -------- | -------- | ------------- | ----------------- | ----------------- | ------------- | ------------- | ----------------- | ------------- | ----------------- | ------------- | ----------------- | ------------- | ----------------- | ------------- | ----------------- | ------------- | ----------------- | ------------- | ----------------- |
| 태(泰) | 현(顯) | 口규(圭) | 口호(鎬) | 영(永) 승(承) | 口식(植) 口직(稙) | 口묵(默) 口훈(勳) | 치(致) 교(敎) | 종(鍾) 용(鏞) | 口구(求) 口수(洙) | 동(東) 상(相) | 口우(禹) 口노(魯) | 혁(赫) 철(喆) | 口회(會) 口선(善) | 태(泰) 제(濟) | 口수(秀) 口목(穆) | 병(炳) 형(炯) | 口균(均) 口기(基) | 상(商) 정(正) | 口준(浚) 口택(澤) | 인(寅) 진(震) | 口열(烈) 口섭(燮) |

- 원성백파(原城伯派) (중시조로 1세)

| 29세   | 30세     | 31세   | 32세     | 33세   | 34세     | 35세   | 36세     | 37세   | 38세     | 39세   | 40세     | 41세   | 42세     | 43세   | 44세     | 45세   | 46세     | 47세   | 48세     | 49세   | 50세     |
| ------ | -------- | ------ | -------- | ------ | -------- | ------ | -------- | ------ | -------- | ------ | -------- | ------ | -------- | ------ | -------- | ------ | -------- | ------ | -------- | ------ | -------- |
| 후(厚) | 口의(義) | 제(濟) | 口식(植) | 유(裕) | 口재(載) | 종(鍾) | 口호(浩) | 영(榮) | 口성(性) | 규(圭) | 口석(錫) | 윤(潤) | 口동(東) | 현(顯) | 口배(培) | 진(鎭) | 口수(洙) | 상(相) | 口용(容) | 중(重) | 口호(鎬) |

- 시중공파(侍中公派) (중시조로 1세)

| 25세     | 26세   | 27세     | 28세   | 29세     | 30세   | 31세     | 32세   | 33세     | 34세   | 35세     | 36세   | 37세     | 38세   | 39세     | 40세   | 41세     | 42세   | 43세     | 44세   | 45세     | 46세   |
| -------- | ------ | -------- | ------ | -------- | ------ | -------- | ------ | -------- | ------ | -------- | ------ | -------- | ------ | -------- | ------ | -------- | ------ | -------- | ------ | -------- | ------ |
| 口상(常) | 용(容) | 口희(憙) | 종(鍾) | 口연(淵) | 동(東) | 口섭(燮) | 치(致) | 口선(善) | 태(泰) | 口모(模) | 병(丙) | 口기(基) | 현(鉉) | 口영(泳) | 주(柱) | 口열(烈) | 재(載) | 口용(鎔) | 홍(洪) | 口근(根) | 희(熙) |

## 조선 왕실과의 인척관계
- 태조 후궁 성비 원씨
- 광해군 후궁 숙의 원씨
- 무안대군(태조의 칠남) 계비 군부인 원주원씨
- 덕천군(정종의 서자)사위 원중치
- 혜령군(태종의 서자)사위 원맹수, 원보강
- 계성군(성종의 서자)정비 안성군부인 원주 원씨
- 숙경공주(효종의 육녀)부마 원몽린
- 정신옹주(중종의 서녀)사위 원호준
- 정순왕후(영조의 계비)의 어머니 원풍부부인 원주 원씨
- 유빈 박씨(순조의 생모)의 어머니 증정경부인 원주 원씨